# Bay al-Kunti
 (octobre 2017).
Si vous disposez d'ouvrages ou d'articles de référence ou si vous connaissez des sites web de qualité traitant du thème abordé ici, merci de compléter l'article en donnant les références utiles à sa vérifiabilité et en les liant à la section « Notes et références ».
Bay al-Kunti (1865-1929) était le dirigeant d'une confrérie musulmane qadri  en Afrique-Occidentale française au XIXe siècle.
Kounta très influent parmi les Touaregs, il fut le guide religieux  et le maître spirituel de Moussa ag Amastan. Il prônait une attitude pacifiste face à la colonisation française, contrairement à son cousin Abidine al-Kunti qui appelait à lutter contre l'emprise coloniale et ralliait les opposants autour d'une école coranique.